# Ulk
Cet article possède un paronyme, voir Hulk (homonymie).
Ulk est un journal satirique allemand, paru de 1872 jusqu'à 1934, et fondé par l'éditeur Rudolf Mosse. 
Au début il s'agit d'un journal hebdomadaire indépendant. En 1913 il devient un supplément des journaux berlinois Berliner Tageblatt et Volks-Zeitung, tous deux édités par Rudolf Mosse. 
Les contributeurs au Ulk sont entre autres Hans Reimann, Kurt Tucholsky, Lyonel Feininger, et Heinrich Zille.
Il cesse de paraître en mars 1934 avec l'arrivée du gouvernement nazi.

## Collaborateurs notables (sélection)
- Victor Auburtin (de)
- Hans Brennert (de)
- Sigmar Mehring (de)
- Hans Reimann
- Ewald Gerhard Seeliger (de)
- Hans Heinrich von Twardowski
- Hermann Abeking (de)
- Lyonel Feininger
- Josef Fenneker (de)
- George Grosz
- August Hajduk (de)
- Walter Herzberg (de)
- Karl Holtz (de)
- Jesekiel David Kirszenbaum (de)
- Willibald Krain (de)
- Alfred Kubin
- Ernst Lübbert (de)
- Frans Masereel
- Erich Mühsam
- Rolf Niczky
- Alfred Pichel
- Albert Schaefer-Ast (de)
- Hermann Scherenberg (de)
- Rudolf Schlichter
- Paul Simmel (de)
- Ottomar Starke (de)
- Ernst Stern
- Walter Trier
- Jupp Wiertz (de)
- Hermann Wilke (de)
- Heinrich Zille

## Galerie

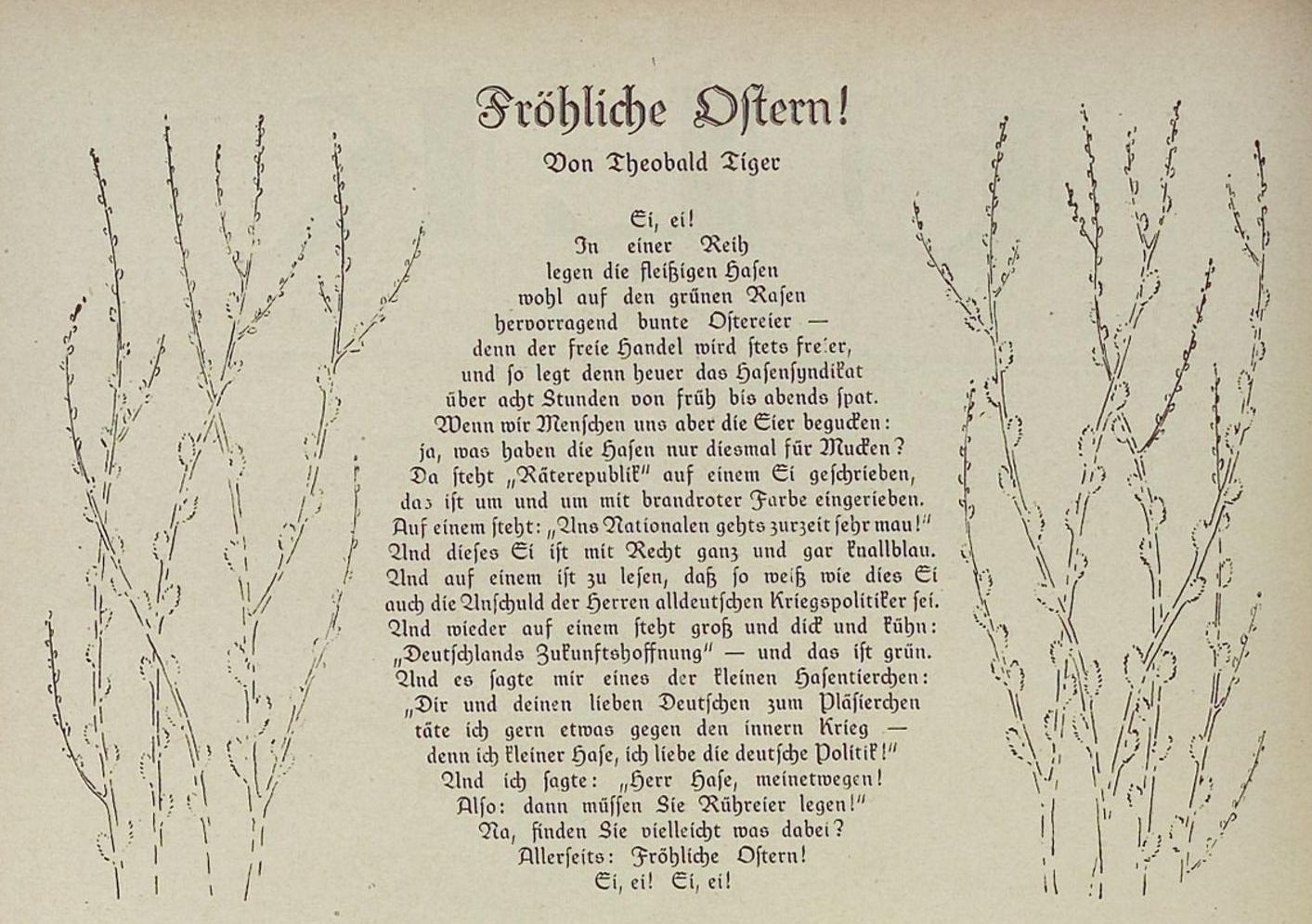
Texte de Kurt Tucholsky (sous le pseudonyme Theobald Tiger) paru dans Ulk en 1919
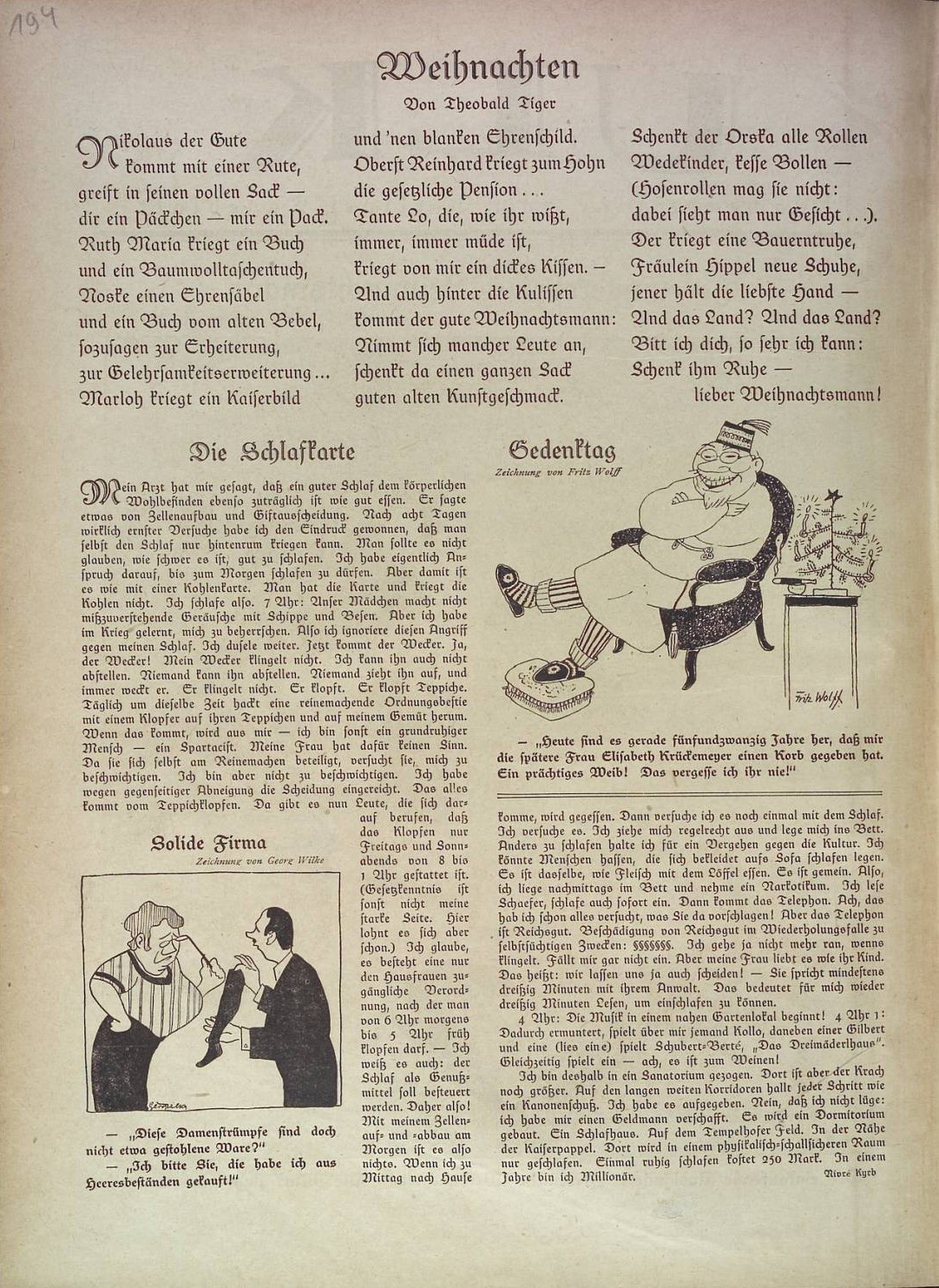
Page d'un numéro de Ulk en 1919